# Думбадзе, Давид Давидович
Давид Давидович Думбадзе (род. 28 сентября 1995, Пенза) — российский хоккеист, нападающий.

## Биография
Воспитанник пензенского «Дизеля», в сезоне 2012/13 дебютировал в команде НМХЛ «Дизелист», со следующего сезона стал выступать в ВХЛ за «Дизель». С сезона 2020/21 — игрок команды КХЛ «Северсталь» Череповец.